# Công nghiệp hóa ở Đế quốc Nga
Sự nghiệp công nghiệp hóa ở Đế quốc Nga chứng kiến sự phát triển của một nền kinh tế công nghiệp, kéo theo năng suất lao động tăng lên và nhu cầu về hàng hóa công nghiệp một phần được cung ứng ngay trong lòng đế quốc. Công nghiệp hóa ở nước Nga thời kỳ Đế quốc là sự phản ứng lại quá trình công nghiệp hóa đang diễn ra ở các nước Tây Âu cùng thời.
Những bước đi đầu tiên liên quan đến việc tăng tốc phát triển công nghiệp được diễn ra dưới sự trị vì của Hoàng đế Pyotr I. Tuy nhiên, việc khởi đầu sản xuất máy móc cơ khí trong những ngành nghề và phương tiện vận tải chủ chốt là trong nửa phần tư thứ hai của thế kỷ 19. Giai đoạn này được xem là bắt đầu cách mạng công nghiệp tại Đế quốc Nga. Quá trình công nghiệp hóa kéo dài cho đến năm 1917. Sau đó là những năm tháng công nghiệp hóa dưới thời Liên Xô. Nước Nga ở trong tình thế là đuổi kịp, cố gắng bắt kịp với các nước tân tiến ở phương Tây về khía cạnh phát triển công nghiệp.